# Список астероїдів (8701—8800)
| Назва                              | Тимчасове позначення | Дата відкриття    | Місце відкриття                              | Відкривач                                              |
| ---------------------------------- | -------------------- | ----------------- | -------------------------------------------- | ------------------------------------------------------ |
| (8701) 1993 LG2                    | 1993 LG2             | 15 червня 1993    | Паломарська обсерваторія                     | Генрі Гольт                                            |
| 8702 Наканісі (Nakanishi)          | 1993 VX3             | 14 листопада 1993 | Нюкаса                                       | Масанорі Хірасава, Шохеї Судзукі                       |
| 8703 Наканотадао (Nakanotadao)     | 1993 XP1             | 15 грудня 1993    | Обсерваторія Оїдзумі                         | Такао Кобаяші                                          |
| 8704 Садакане (Sadakane)           | 1993 YJ              | 17 грудня 1993    | Обсерваторія Оїдзумі                         | Такао Кобаяші                                          |
| (8705) 1994 AL3                    | 1994 AL3             | 8 січня 1994      | Фудзієда                                     | Х. Шіодзава, Такеші Урата                              |
| 8706 Такеяма (Takeyama)            | 1994 CM              | 3 лютого 1994     | Обсерваторія Оїдзумі                         | Такао Кобаяші                                          |
| 8707 Аракіхіросі (Arakihiroshi)    | 1994 CE2             | 12 лютого 1994    | Обсерваторія Оїдзумі                         | Такао Кобаяші                                          |
| (8708) 1994 DD                     | 1994 DD              | 17 лютого 1994    | Обсерваторія Кійосато                        | Сатору Отомо                                           |
| 8709 Kadlu                         | 1994 JF1             | 14 травня 1994    | Паломарська обсерваторія                     | Керолін Шумейкер, Юджин Шумейкер                       |
| 8710 Голі (Hawley)                 | 1994 JK9             | 15 травня 1994    | Паломарська обсерваторія                     | С. де Сен-Енян                                         |
| (8711) 1994 LL                     | 1994 LL              | 5 червня 1994     | Огляд Каталіна                               | Карл Гердженротер                                      |
| 8712 Судзуко (Suzuko)              | 1994 TH2             | 2 жовтня 1994     | Обсерваторія Кітамі                          | Кін Ендате, Кадзуро Ватанабе                           |
| 8713 Азуса (Azusa)                 | 1995 BT2             | 26 січня 1995     | Обсерваторія Кітамі                          | Кін Ендате, Кадзуро Ватанабе                           |
| (8714) 1995 OT                     | 1995 OT              | 24 липня 1995     | Обсерваторія Наті-Кацуура                    | Йошісада Шімідзу, Такеші Урата                         |
| (8715) 1995 OX1                    | 1995 OX1             | 26 липня 1995     | Обсерваторія Наті-Кацуура                    | Йошісада Шімідзу, Такеші Урата                         |
| 8716 Джінестра (Ginestra)          | 1995 SB2             | 23 вересня 1995   | Коллеверде ді Ґвідонія                       | Вінченцо Касуллі                                       |
| 8717 Ріхвікторов (Richviktorov)    | 1995 SN29            | 26 вересня 1995   | Станція Зеленчуцька обсерваторії Енгельгарта | Т. Крячко                                              |
| (8718) 1995 UC8                    | 1995 UC8             | 27 жовтня 1995    | Обсерваторія Наті-Кацуура                    | Йошісада Шімідзу, Такеші Урата                         |
| 8719 Весмір (Vesmir)               | 1995 VR              | 11 листопада 1995 | Обсерваторія Клеть                           | Обсерваторія Клеть                                     |
| 8720 Такамідзава (Takamizawa)      | 1995 WE1             | 16 листопада 1995 | Обсерваторія Кума Коґен                      | Акімаса Накамура                                       |
| 8721 AMOS                          | 1996 AO3             | 14 січня 1996     | Обсерваторія Галеакала                       | AMOS                                                   |
| 8722 Шірра (Schirra)               | 1996 QU1             | 19 серпня 1996    | Обсерваторія Ґренвіля                        | Річард Девіс                                           |
| 8723 Азумаяма (Azumayama)          | 1996 SL7             | 23 вересня 1996   | Обсерваторія Наніо                           | Томімару Окуні                                         |
| 8724 Дзюнкоехара (Junkoehara)      | 1996 SK8             | 17 вересня 1996   | Обсерваторія Кійосато                        | Сатору Отомо                                           |
| 8725 Кейко (Keiko)                 | 1996 TG5             | 5 жовтня 1996     | Яцука                                        | Хіросі Абе                                             |
| 8726 Масамотонасу (Masamotonasu)   | 1996 VP5             | 14 листопада 1996 | Обсерваторія Оїдзумі                         | Такао Кобаяші                                          |
| (8727) 1996 VZ7                    | 1996 VZ7             | 3 листопада 1996  | Обсерваторія Кушіро                          | Сейджі Уеда, Хіроші Канеда                             |
| 8728 Мімацу (Mimatsu)              | 1996 VF9             | 7 листопада 1996  | Обсерваторія Кітамі                          | Кін Ендате, Кадзуро Ватанабе                           |
| 8729 Дескур (Descour)              | 1996 VZ12            | 5 листопада 1996  | Обсерваторія Кітт-Пік                        | Spacewatch                                             |
| 8730 Ійдесан (Iidesan)             | 1996 VT30            | 10 листопада 1996 | Обсерваторія Наніо                           | Томімару Окуні                                         |
| 8731 Тедзіма (Tejima)              | 1996 WY              | 19 листопада 1996 | Обсерваторія Оїдзумі                         | Такао Кобаяші                                          |
| 8732 Чемпіон (Champion)            | 1996 XR25            | 8 грудня 1996     | Обсерваторія Ґейсей                          | Тсутому Секі                                           |
| 8733 Осуґі (Ohsugi)                | 1996 YB1             | 20 грудня 1996    | Обсерваторія Оїдзумі                         | Такао Кобаяші                                          |
| 8734 Ворнер (Warner)               | 1997 AA              | 1 січня 1997      | Прескоттська обсерваторія                    | Пол Комба                                              |
| 8735 Йошіосакаі (Yoshiosakai)      | 1997 AA1             | 2 січня 1997      | Обсерваторія Оїдзумі                         | Такао Кобаяші                                          |
| 8736 Сіґехіса (Shigehisa)          | 1997 AD7             | 9 січня 1997      | Обсерваторія Оїдзумі                         | Такао Кобаяші                                          |
| 8737 Такехіро (Takehiro)           | 1997 AL13            | 11 січня 1997     | Обсерваторія Оїдзумі                         | Такао Кобаяші                                          |
| 8738 Садзі (Saji)                  | 1997 AQ16            | 5 січня 1997      | Обсерваторія Садзі                           | Обсерваторія Садзі                                     |
| 8739 Моріхіса (Morihisa)           | 1997 BE3             | 30 січня 1997     | Обсерваторія Оїдзумі                         | Такао Кобаяші                                          |
| 8740 Вацлав (Vaclav)               | 1998 AS8             | 12 січня 1998     | Обсерваторія Клеть                           | Мілош Тіхі, Зденек Моравец                             |
| 8741 Судзукісудзуко (Suzukisuzuko) | 1998 BR8             | 25 січня 1998     | Обсерваторія Оїдзумі                         | Такао Кобаяші                                          |
| 8742 Бонаццолі (Bonazzoli)         | 1998 CB2             | 14 лютого 1998    | Коллеверде ді Ґвідонія                       | Вінченцо Касуллі                                       |
| 8743 Кенеке (Keneke)               | 1998 EH12            | 1 березня 1998    | Обсерваторія Ла-Сілья                        | Ерік Вальтер Ельст                                     |
| 8744 Сілла (Cilla)                 | 1998 FE59            | 20 березня 1998   | Сокорро (Нью-Мексико)                        | LINEAR                                                 |
| 8745 Делані (Delaney)              | 1998 FO65            | 20 березня 1998   | Сокорро (Нью-Мексико)                        | LINEAR                                                 |
| (8746) 1998 FL68                   | 1998 FL68            | 20 березня 1998   | Сокорро (Нью-Мексико)                        | LINEAR                                                 |
| 8747 Асагі (Asahi)                 | 1998 FS73            | 24 березня 1998   | Обсерваторія Наніо                           | Томімару Окуні                                         |
| (8748) 1998 FV113                  | 1998 FV113           | 31 березня 1998   | Сокорро (Нью-Мексико)                        | LINEAR                                                 |
| 8749 Бітлз (Beatles)               | 1998 GJ10            | 3 квітня 1998     | Обсерваторія Ріді-Крик                       | Джон Бротон                                            |
| 8750 Неттаруфіна (Nettarufina)     | 2197 P-L             | 24 вересня 1960   | Паломарська обсерваторія                     | К. Й. ван Гаутен, І. ван Гаутен-Ґроневельд, Т. Герельс |
| 8751 Нігріколліс (Nigricollis)     | 2594 P-L             | 24 вересня 1960   | Паломарська обсерваторія                     | К. Й. ван Гаутен, І. ван Гаутен-Ґроневельд, Т. Герельс |
| 8752 Фламмеус (Flammeus)           | 2604 P-L             | 24 вересня 1960   | Паломарська обсерваторія                     | К. Й. ван Гаутен, І. ван Гаутен-Ґроневельд, Т. Герельс |
| 8753 Никтікоракс (Nycticorax)      | 2636 P-L             | 24 вересня 1960   | Паломарська обсерваторія                     | К. Й. ван Гаутен, І. ван Гаутен-Ґроневельд, Т. Герельс |
| 8754 Леукородія (Leucorodia)       | 4521 P-L             | 24 вересня 1960   | Паломарська обсерваторія                     | К. Й. ван Гаутен, І. ван Гаутен-Ґроневельд, Т. Герельс |
| 8755 Керкедула (Querquedula)       | 4586 P-L             | 24 вересня 1960   | Паломарська обсерваторія                     | К. Й. ван Гаутен, І. ван Гаутен-Ґроневельд, Т. Герельс |
| 8756 Молліссіма (Mollissima)       | 6588 P-L             | 24 вересня 1960   | Паломарська обсерваторія                     | К. Й. ван Гаутен, І. ван Гаутен-Ґроневельд, Т. Герельс |
| 8757 Сіанеус (Cyaneus)             | 6600 P-L             | 24 вересня 1960   | Паломарська обсерваторія                     | К. Й. ван Гаутен, І. ван Гаутен-Ґроневельд, Т. Герельс |
| 8758 Пердікс (Perdix)              | 6683 P-L             | 24 вересня 1960   | Паломарська обсерваторія                     | К. Й. ван Гаутен, І. ван Гаутен-Ґроневельд, Т. Герельс |
| 8759 Порцана (Porzana)             | 7603 P-L             | 17 жовтня 1960    | Паломарська обсерваторія                     | К. Й. ван Гаутен, І. ван Гаутен-Ґроневельд, Т. Герельс |
| 8760 Крекс (Crex)                  | 1081 T-1             | 25 березня 1971   | Паломарська обсерваторія                     | К. Й. ван Гаутен, І. ван Гаутен-Ґроневельд, Т. Герельс |
| 8761 Крейн (Crane)                 | 1163 T-1             | 25 березня 1971   | Паломарська обсерваторія                     | К. Й. ван Гаутен, І. ван Гаутен-Ґроневельд, Т. Герельс |
| 8762 Іатікула (Hiaticula)          | 3196 T-1             | 26 березня 1971   | Паломарська обсерваторія                     | К. Й. ван Гаутен, І. ван Гаутен-Ґроневельд, Т. Герельс |
| 8763 Пугнакс (Pugnax)              | 3271 T-1             | 26 березня 1971   | Паломарська обсерваторія                     | К. Й. ван Гаутен, І. ван Гаутен-Ґроневельд, Т. Герельс |
| 8764 Ґаллінаґо (Gallinago)         | 1109 T-2             | 29 вересня 1973   | Паломарська обсерваторія                     | К. Й. ван Гаутен, І. ван Гаутен-Ґроневельд, Т. Герельс |
| 8765 Лімоса (Limosa)               | 1274 T-2             | 29 вересня 1973   | Паломарська обсерваторія                     | К. Й. ван Гаутен, І. ван Гаутен-Ґроневельд, Т. Герельс |
| 8766 Нігер (Niger)                 | 1304 T-2             | 29 вересня 1973   | Паломарська обсерваторія                     | К. Й. ван Гаутен, І. ван Гаутен-Ґроневельд, Т. Герельс |
| 8767 Коммонтерн (Commontern)       | 1335 T-2             | 29 вересня 1973   | Паломарська обсерваторія                     | К. Й. ван Гаутен, І. ван Гаутен-Ґроневельд, Т. Герельс |
| 8768 Барновл (Barnowl)             | 2080 T-2             | 29 вересня 1973   | Паломарська обсерваторія                     | К. Й. ван Гаутен, І. ван Гаутен-Ґроневельд, Т. Герельс |
| 8769 Арктиктерн (Arctictern)       | 2181 T-2             | 29 вересня 1973   | Паломарська обсерваторія                     | К. Й. ван Гаутен, І. ван Гаутен-Ґроневельд, Т. Герельс |
| 8770 Тотанус (Totanus)             | 3076 T-2             | 30 вересня 1973   | Паломарська обсерваторія                     | К. Й. ван Гаутен, І. ван Гаутен-Ґроневельд, Т. Герельс |
| 8771 Б'ярмікус (Biarmicus)         | 3187 T-2             | 30 вересня 1973   | Паломарська обсерваторія                     | К. Й. ван Гаутен, І. ван Гаутен-Ґроневельд, Т. Герельс |
| 8772 Мінутус (Minutus)             | 4254 T-2             | 29 вересня 1973   | Паломарська обсерваторія                     | К. Й. ван Гаутен, І. ван Гаутен-Ґроневельд, Т. Герельс |
| 8773 Торквілла (Torquilla)         | 5006 T-2             | 25 вересня 1973   | Паломарська обсерваторія                     | К. Й. ван Гаутен, І. ван Гаутен-Ґроневельд, Т. Герельс |
| 8774 Вірідіс (Viridis)             | 5162 T-2             | 25 вересня 1973   | Паломарська обсерваторія                     | К. Й. ван Гаутен, І. ван Гаутен-Ґроневельд, Т. Герельс |
| 8775 Крістата (Cristata)           | 5490 T-2             | 30 вересня 1973   | Паломарська обсерваторія                     | К. Й. ван Гаутен, І. ван Гаутен-Ґроневельд, Т. Герельс |
| 8776 Кампестріс (Campestris)       | 2287 T-3             | 16 жовтня 1977    | Паломарська обсерваторія                     | К. Й. ван Гаутен, І. ван Гаутен-Ґроневельд, Т. Герельс |
| 8777 Торквата (Torquata)           | 5016 T-3             | 16 жовтня 1977    | Паломарська обсерваторія                     | К. Й. ван Гаутен, І. ван Гаутен-Ґроневельд, Т. Герельс |
| (8778) 1931 TD3                    | 1931 TD3             | 10 жовтня 1931    | Ловеллівська обсерваторія                    | Клайд Томбо                                            |
| (8779) 1971 UH1                    | 1971 UH1             | 26 жовтня 1971    | Гамбурзька обсерваторія                      | Любош Когоутек                                         |
| 8780 Форте (Forte)                 | 1975 LT              | 13 червня 1975    | Астрономічний комплекс Ель-Леонсіто          | М. Сеско                                               |
| 8781 Юрка (Yurka)                  | 1976 GA2             | 1 квітня 1976     | КрАО                                         | Черних Микола Степанович                               |
| 8782 Бахрах (Bakhrakh)             | 1976 UG2             | 26 жовтня 1976    | КрАО                                         | Смирнова Тамара Михайлівна                             |
| 8783 Гопасюк (Gopasyuk)            | 1977 EK1             | 13 березня 1977   | КрАО                                         | Черних Микола Степанович                               |
| (8784) 1977 RQ19                   | 1977 RQ19            | 9 вересня 1977    | Паломарська обсерваторія                     | Мішель Олмстід                                         |
| 8785 Болтвуд (Boltwood)            | 1978 RR1             | 5 вересня 1978    | КрАО                                         | Черних Микола Степанович                               |
| 8786 Бельськая (Belskaya)          | 1978 RA8             | 2 вересня 1978    | Обсерваторія Ла-Сілья                        | Клаес-Інґвар Лаґерквіст                                |
| 8787 Ігнатенко (Ignatenko)         | 1978 TL4             | 4 жовтня 1978     | КрАО                                         | Смирнова Тамара Михайлівна                             |
| 8788 Лабері (Labeyrie)             | 1978 VP2             | 1 листопада 1978  | Коссоль                                      | Коїтіро Томіта                                         |
| (8789) 1978 VZ7                    | 1978 VZ7             | 7 листопада 1978  | Паломарська обсерваторія                     | Е. Гелін, Ш. Дж. Бас                                   |
| (8790) 1978 VN9                    | 1978 VN9             | 7 листопада 1978  | Паломарська обсерваторія                     | Е. Гелін, Ш. Дж. Бас                                   |
| (8791) 1978 VG11                   | 1978 VG11            | 7 листопада 1978  | Паломарська обсерваторія                     | Е. Гелін, Ш. Дж. Бас                                   |
| (8792) 1978 VH11                   | 1978 VH11            | 7 листопада 1978  | Паломарська обсерваторія                     | Е. Гелін, Ш. Дж. Бас                                   |
| 8793 Томасмюллер (Thomasmuller)    | 1979 QX              | 22 серпня 1979    | Обсерваторія Ла-Сілья                        | Клаес-Інґвар Лаґерквіст                                |
| (8794) 1981 EA7                    | 1981 EA7             | 6 березня 1981    | Обсерваторія Сайдинг-Спрінг                  | Ш. Дж. Бас                                             |
| (8795) 1981 EO9                    | 1981 EO9             | 1 березня 1981    | Обсерваторія Сайдинг-Спрінг                  | Ш. Дж. Бас                                             |
| (8796) 1981 EA12                   | 1981 EA12            | 7 березня 1981    | Обсерваторія Сайдинг-Спрінг                  | Ш. Дж. Бас                                             |
| (8797) 1981 EU18                   | 1981 EU18            | 2 березня 1981    | Обсерваторія Сайдинг-Спрінг                  | Ш. Дж. Бас                                             |
| (8798) 1981 EF24                   | 1981 EF24            | 7 березня 1981    | Обсерваторія Сайдинг-Спрінг                  | Ш. Дж. Бас                                             |
| (8799) 1981 ER25                   | 1981 ER25            | 2 березня 1981    | Обсерваторія Сайдинг-Спрінг                  | Ш. Дж. Бас                                             |
| (8800) 1981 EB26                   | 1981 EB26            | 2 березня 1981    | Обсерваторія Сайдинг-Спрінг                  | Ш. Дж. Бас                                             |

| Астероїди 1—10000 → |           |           |           |           |           |           |           |           |            |
| 1—100               | 1001—1100 | 2001—2100 | 3001—3100 | 4001—4100 | 5001—5100 | 6001—6100 | 7001—7100 | 8001—8100 | 9001—9100  |
| 101—200             | 1101—1200 | 2101—2200 | 3101—3200 | 4101—4200 | 5101—5200 | 6101—6200 | 7101—7200 | 8101—8200 | 9101—9200  |
| 201—300             | 1201—1300 | 2201—2300 | 3201—3300 | 4201—4300 | 5201—5300 | 6201—6300 | 7201—7300 | 8201—8300 | 9201—9300  |
| 301—400             | 1301—1400 | 2301—2400 | 3301—3400 | 4301—4400 | 5301—5400 | 6301—6400 | 7301—7400 | 8301—8400 | 9301—9400  |
| 401—500             | 1401—1500 | 2401—2500 | 3401—3500 | 4401—4500 | 5401—5500 | 6401—6500 | 7401—7500 | 8401—8500 | 9401—9500  |
| 501—600             | 1501—1600 | 2501—2600 | 3501—3600 | 4501—4600 | 5501—5600 | 6501—6600 | 7501—7600 | 8501—8600 | 9501—9600  |
| 601—700             | 1601—1700 | 2601—2700 | 3601—3700 | 4601—4700 | 5601—5700 | 6601—6700 | 7601—7700 | 8601—8700 | 9601—9700  |
| 701—800             | 1701—1800 | 2701—2800 | 3701—3800 | 4701—4800 | 5701—5800 | 6701—6800 | 7701—7800 | 8701—8800 | 9701—9800  |
| 801—900             | 1801—1900 | 2801—2900 | 3801—3900 | 4801—4900 | 5801—5900 | 6801—6900 | 7801—7900 | 8801—8900 | 9801—9900  |
| 901—1000            | 1901—2000 | 2901—3000 | 3901—4000 | 4901—5000 | 5901—6000 | 6901—7000 | 7901—8000 | 8901—9000 | 9901—10000 |